# 273P/Понса — Гамбара
Комета По́нса — Гамба́ра (P/1827 M1) — короткопериодическая комета, открытая 21 июня 1827 года французскими астрономами Ж.-Л. Понсом и А. Гамбаром в созвездии Кассиопеи. Максимальная яркость оценивалась в 5-6m. 24 и 25 июня комета наблюдалась Понсом в нижней кульминации с меридианным инструментом. В июле наблюдалась Ж. Вальцем в Ниме. Последнее наблюдение кометы состоялось 21 июля. Указаний на хвост не было.

## Исследование орбиты
Комета оказалась короткопериодической, но оценки её периода имели большой разброс из-за недостаточного количества наблюдений и маленькой наблюдаемой дуги орбиты. В 1979 году И. Хасэгава указал, что С. Канда отметил возможность идентичности комет C/1110 K1 и P/1827 M1. Хасэгава исследовал средневековые японские, китайские и корейские записи о появлениях комет и подтвердил сходство элементов орбит этих двух комет. Допуская их идентичность, период кометы Понса — Гамбара оценивается в 65,5 года. Комета пройдёт очередной перигелий в 2022 году.
В ноябре 2012 была открыта комета C/2012 V4, орбита которой совпала с расчётной орбитой кометы Понса — Гамбара.